# Lenfilm
Lenfilm (en ruso: Киностудия «Ленфильм», Kinostudiya "Lenfilm") son unos estudios de cine rusos fundados en 1908 en San Petersburgo. Alcanzó gran notoriedad durante la edad de oro del cine soviético, ya que era el segundo estudio más importante tras Mosfilm, y varias de las mejores producciones soviéticas y rusas fueron filmadas en Lenfilm.

## Historia

### Orígenes de Lenfilm: contexto
San Petersburgo ha contado con varios estudios de cine rusos y franceses desde principios de 1900. En 1908 el hombre de negocios petersburgués Vladislav Karpinsky abrió su fábrica de películas Ominum Film, que produjo documentales y películas para los cines locales. Durante la década de 1910, uno de los estudios de cine privados más activos era Neptún en San Petersburgo, donde figuras como Vladímir Mayakovski y Lilia Brik hicieron sus primeras películas mudas, lanzadas en 1917 y 1918.
El territorio de Lenfilm estaba originalmente en la propiedad privada del jardín Aquarium, que pertenecía al comerciante Gueorgui Aleksándrov, quien operaba un restaurante, un jardín público y un teatro en el mismo sitio. El compositor Piotr Chaikovski llegó a lo que entonces era el teatro Aquarium (y ahora parte del territorio de Lenfilm) como invitado a la actuación de 1893 de la obertura de su ballet El cascanueces. El famoso cantante de bajo ruso Fiódor Chaliapin actuó aquí en la década de 1910 y principios de 1920. Las estrellas de la era soviética también dieron conciertos aquí, como Isaak Dunaevski y Leonid Utiósov con su banda de jazz durante los años 1920 y 1930.
Las instalaciones y terrenos de los estudios de cine de Petrogrado fueron nacionalizados en 1918 tras la Revolución bolchevique y se estableció como una industria de cine financiada por el Estado soviético. En tan sólo unos años llevó varios nombres diferentes, como Comité de Cine de Petrogrado y SevZapKino, entre varios otros. En 1923 el jardín Aquarium nacionalizado se fusionó con SevZapKino y varios estudios más pequeños para formar la industria cinematográfica controlada por el Estado soviético en Petrogrado. Durante 1924 y 1926 fue nombrado temporalmente Fábrica de Cine de Goskinó de Leningrado y volvió a cambiar su nombre varias veces durante los años 1920 y 1930.
En ese momento muchos cineastas notables, escritores y actores estaban activos en los estudios, como Yevgueni Zamiatin, Grigori Kózintsev, Iósif Jeifits, Serguéi Eisenstein, Serguéi Yutkévich, Dmitri Shostakóvich, Nikolái Akímov, Yuri Tyniánov, Veniamín Kaverin, Víktor Shklovski y los escritores del grupo Hermanos Serapión, así como muchas otras figuras de la cultura rusa y soviética.

### Edad dorada de Lenfilm
Desde 1934 el estudio lleva, oficialmente, el nombre de Lenfilm. Durante la era soviética, Lenfilm fue el segundo estudio de cine más grande —después del moscovita Mosfilm— de la rama de producción de la industria del cine soviético, que englobaba más de 30 estudios cinematográficos situados en toda la Unión Soviética. 
Durante la Segunda Guerra Mundial y el sitio de Leningrado muy pocos cineastas permanecieron activos en el Leningrado sitiado e hicieron películas documentales sobre la lucha heroica contra los nazis. Al mismo tiempo, la mayoría de personal y de producción de las unidades del estudio Lenfilm fueron evacuados a ciudades de Asia Central, como Alma-Ata (1942) y Samarcanda. Lenfilm se fusionó temporalmente con otros estudios de cine soviéticos formando los Estudio de Cine Central Unificado (TsOKS). Lenfilm regresó a Leningrado en 1944.
Hoy, el Teatro Aquarium es un escenario en el que se han filmado muchas de las más importantes películas de Lenfilm. George Cukor en 1975 hizo allí una película llamada El pájaro azul. Elizabeth Taylor grabó en ese escenario La reina de la luz, así como actrices del nivel de Jane Fonda o Ava Gardner. La película Orlando (1992) fue parcialmente filmada aquí con Tilda Swinton. 
Para el final de la era de la Unión Soviética, Lenfilm había producido alrededor de 1 500 películas. Muchos clásicos del cine se produjeron en Lenfilm a lo largo de su historia y algunos de ellos recibieron premios internacionales en diversos festivales de cine.

### Fin de la era soviética
Después de la disolución de la Unión Soviética, Lenfilm se convirtió en una compañía de producción de cine casi privada de Rusia, que conserva su nombre a pesar de cambiar el nombre de la ciudad de Leningrado a, nuevamente, San Petersburgo. 
En 2004 Kinostudiya Lenfilm se reorganizó en una compañía de propiedad privada. En 2007 Kinostudiya Lenfilm, junto con Apple IMC, inauguró el centro Apple de posproducción para la formación de cineastas, donde se utilizan ordenadores Apple para edición y efectos especiales.

## Filmografía
La siguiente es una selección de las películas más notables de Lenfilm:
- 1934: Чапаев / Chapáyev (película de culto), dirigida por los hermanos Vasílyev.
- 1946ː El punto decisivo/Великий перелом/Veliky perelom, dirigida por Fridrikh Markovitch Ermler ganadora de la Palma de Oro en el Festival de Cine de Cannes
- 1947: Золушка / Zólushka (adaptación de Cenicienta)
- 1949: Александр Попов / Aleksandr Popov' (película biográfica)
- 1954: Los chicos de Leningrado (Запасной игрок), con Georgi Vitsin, Vs. Kuznetsov y Pável Kádochnikov.
- 1956: Старик Хоттабыч («La alfombra voladora») dirigida por Gennadi Kazansky, con Nikolái Vólkov y Aliosha Litvínov.
- 1957: Дон Кихот (Don Quijote) dirigida por Grigori Kózintsev con Nikolai Cherkasov y Yuri Tolubeyev.
- 1960: Дама с собачкой / La dama del perrito dirigida por Iósif Jeifets, con Iya Sávvina y Alekséi Batálov.
- 1960: Пиковая дама / Píkovaya dama («La dama de picas», adaptación literaria)
- 1962: Человек-амфибия / El hombre anfibio, adaptación al cine dirigida por Gennadi Kazansky, con Anastasiya Vertínskaya y Mijaíl Kozakov.
- 1963: Каин XVIII / Kain XVIII, dirigida por Erast Garin (adaptación literaria)
- 1964: Гамлет / Hamlet, dirigida por Grigori Kózintsev (drama), nominada al premio León de Oro en el Festival de Cine de Venecia en 1964 y ganador del premio especial del jurado.
- 1968: Miortvy sezón (Мёртвый сезон) (película de espías), dirigida por Savva Kulish, con Donatas Banionis y Rolán Býkov.
- 1970: Szerelmi álmok (Ференц Лист) drama, coproducción húngaro-soviética dirigida por Márton Keleti, con Imre Sinkovits y Ariadna Shengelaya.
- 1971: Dauria (Даурия), dirigida por Víktor Tregubóvich (adaptación literaria) con Vitaly Solomin y Yefim Kopelyan
- 1976: Синяя птица / El pájaro azul, dirigida por George Cukor (adaptación literaria) con Elizabeth Taylor.
- 1978: Одинокий голос человека / La solitaria voz del hombre, dirigida por Aleksandr Sokúrov (drama)
- 1980: Разжалованный / Razzhalovannïy, dirigida por Aleksandr Sokúrov (cortometraje)
- 1981: Приключения Шерлока Холмса и доктора Ватсона. Собака Баскервилей / El sabueso de los Baskerville, dirigida por Ígor Máslennikov (adaptación literaria)
- 1982: Пиковая дама / La dama de picas, dirigida por Igor Maslennikov (adaptación literaria)
- 1982: Golos (Голос), dirigida por Ilya Averbakh, (drama) con Natalya Sayko y Leonid Filatov.
- 1983: Скорбное бесчувствие / Skórbnoye beschúvstviye, dirigida por Aleksandr Sokúrov (bélica)
- 1986: Ампир / Ampir, dirigida por Aleksandr Sokúrov (cortometraje)
- 1987: Письма мёртвого человека / Cartas de un hombre muerto (sci-fi)
- 1990: Taxi blues, coproducción.
- 1991: Афганский излом / Afganskiy Izlom (bélica)
- 1991:  Mi mejor amigo, el general Vasili, hijo de Iósif Stalin (Мой лучший друг, генерал Василий, сын Иосифа), dirigida por Víktor Sadovsky, drama con Boris Schcherbakov y Vladimir Steklov.
- 1995:  Особенности национальной охоты (comedia), dirigida por Aleksandr Rogozhkin.
- 1996:  Anna Karénina (Анна Каренина), dirigida por Bernard Rose, drama con Sophie Marceau, Sean Bean, Alfred Molina y Mia Kirshner.
- 2008: Paper Soldier
- 2010: The Amazing Race 17
- 2011: La Guardia Blanca: Белая гвардия, serie de televisión basada en la novela homónima, dirigida por Sergey Snezhkin.
- 2012: Sherlock Holmes: Шерлок Холмс, dirigida por Andrey Kavun
- 2012: Idolatress: (Поклонница)
- 2013: Trudno byt' bógom
- 2014: Ekaterina la Grande, dirigida por Ígor Záitsev.
- 2017: Птица, dirigida por Ksenia Baskakova.